# PortableApps.com

로고

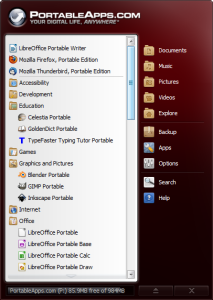
PortableApps.com 플랫폼 메뉴

PortableApps.com은 이식성을 위해 패키지된 마이크로소프트 윈도우용 무료 애플리케이션을 배포하는 웹사이트이다. 이러한 휴대용 애플리케이션은 USB 플래시 드라이브와 같은 이동식 저장 장치에서 사용하도록 고안되었다.
이 사이트는 존 T. 할러(John T. Haller)가 설립했으며 개발자, 디자이너, 번역가를 포함하여 100명 이상의 사람들이 기여했다.

## 역사
PortableApps.com은 2004년 3월 모질라 파이어폭스의 휴대용 버전을 호스팅하는 할러의 개인 웹사이트로 시작되었다. 그런 다음 그는 모질라 선더버드 및 OpenOffice.org를 포함하도록 프로젝트를 확장했다. 휴대용 프로그램의 오픈 소스 그룹은 그의 개인 웹사이트보다 더 커져서 이를 커뮤니티 사이트인 PortableApps.com으로 옮겼다. 이 사이트는 현재 포럼 회원들이 만든 다양한 프로젝트를 호스팅하고 있으며, 버그 보고 및 제안에도 사용된다. 일부 PortableApps 배포판은 소스포지에서 호스팅된다.

## 같이 보기
- 휴대용 소프트웨어